# Torre della Meloria

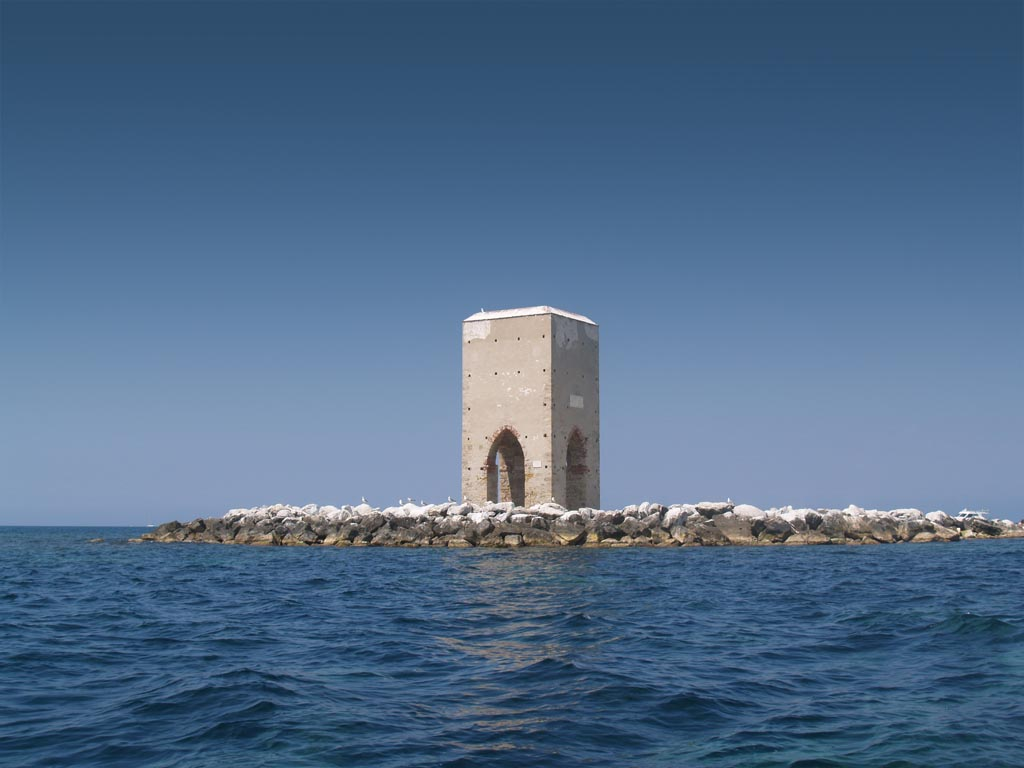
La Torre della Meloria

La Torre della Meloria sorge in una zona di bassi fondali e scogli affioranti dal Mar Ligure (le cosiddette Secche della Meloria), di fronte al porto di Livorno, da cui dista circa 7 chilometri.
La torre è una costruzione settecentesca che sorge isolata nello specchio di mare che nel 1284 fu teatro della celebre battaglia in cui la flotta della Repubblica di Genova travolse quella della Repubblica di Pisa, che da tale sconfitta mai più si riprese.
Amministrativamente fa parte del comune di Livorno.
Nel 1722, nei fondali circostanti, furono rinvenute quattro teste bronzee di fattura tardo rinascimentale (Bronzi della Meloria), raffiguranti Omero, Sofocle, Eschilo e una di ignoto, portate poi a Firenze e oggi al Museo archeologico nazionale.

## Storia
Il primo faro della Meloria fu eretto dalla Repubblica di Pisa intorno al XII secolo per segnalare la presenza di pericolose secche al largo di Porto Pisano, il vasto sistema portuale che si estendeva nelle aree settentrionali dell'allora villaggio labronico.
Aveva anche funzione di fortilizio, mentre il faro fu affidato dapprima ai benedettini di Pisa e successivamente agli agostiniani dell'antica chiesa di San Jacopo in Acquaviva, a Livorno.
La torre, distrutta dai genovesi nel 1286, fu ricostruita nel 1598 per volontà del granduca Ferdinando I de' Medici, ma successivamente fu abbattuta dalla forza del mare.
L'odierna costruzione risale al 1709 e fu innalzata sotto Cosimo III: è costituita da quattro pilastri uniti da archi acuti sopra i quali poggia il corpo della torre vera e propria, per fare meno resistenza alle onde.
La torre era però priva di un sistema di segnalazione per i naviganti, quindi dal 15 maggio 1867 fu successivamente affiancata da un faro in metallo alto venti metri.
Attualmente le secche sono segnalate da due fari e una meda luminosa ad alimentazione fotovoltaica.